# 182
182. је била проста година.

## Догађаји
- Завера против цара Комода, коју је предводила његова сестра Луцила, завршава се неуспехом. Потенцијални убица Клаудије Помпејан Квинтијан је ухваћен пре него што је успео да избоде Комода. Неколико завереника је погубљено, Луцила је прогнана на Капри, где је касније убијена.
- Почетак устанка локалних племена на северу римске Британије, праћених препадима иза Хадријановог зида. Борбе су трајале неколико година